# Ельман Михайло Саулович
Михайло (Міша) Саулович Ельман (8 (20) січня 1891, Тальне, Київська губернія — 5 квітня 1967, Нью-Йорк) — американський скрипаль.

## Біографія

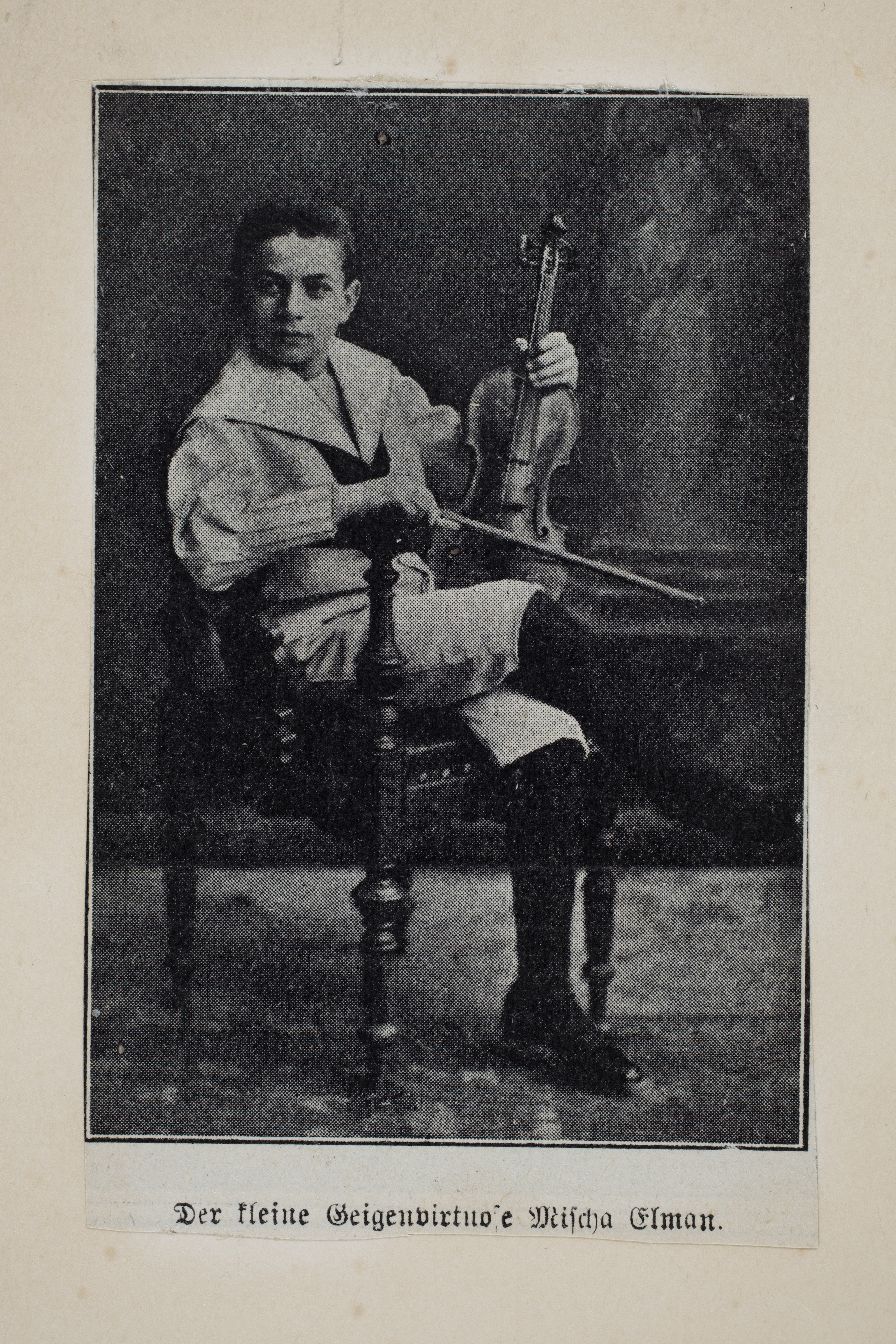
Вундеркінд

Міша Ельман народився в музичній єврейській родині. Його дід — Йоселе Ельман — був відомим скрипалем-клезмером, який подарував чотирирічному онуку першу скрипку. Батько — Саул Йосипович Ельман — був меламедом (вчителем хедера) і скрипалем-любителем. Ельман із чотирьох років почав навчатися гри на скрипці, спочатку під керівництвом батька, а потім — в Одесі у Олександра (Рувима) Фідельмана (учня Адольфа Бродського). У 1901 році гру юного Ельмана почув Леопольд Ауер і запросив його навчатися до Петербурзької консерваторії. Три роки потому ім'я Ельмана отримало світову популярність після його концерту в Берліні, а незабаром, після блискучих виступів у Лондоні і Нью-Йорку, критики почали говорити про нього, як про одного з найталановитіших музикантів сучасності. У 1911 році скрипаль переселився до США, проте громадянство прийняв лише дванадцять років потому. Після декількох років концертів і гастролей Ельман серйозно зацікавився камерною музикою і заснував Струнний квартет Ельмана, який незабаром отримав велику популярність. Повернувшись до концертної діяльності в 1936 році, музикант дав у Карнегі-холі цикл з п'яти концертів «Розвиток скрипкової літератури». Ельман також зробив велику кількість записів, які користувалися величезним успіхом.

## Творчість
Основними рисами виконавської манери Ельмана були багате, експресивне звучання, яскравість і жвавість інтерпретації. Його техніка виконання дещо відрізнялася від прийнятих в ті часи стандартів — він часто брав більш повільні, ніж потрібно, темпи, широко використовував рубато, проте це не зробило негативного впливу на його популярність. Ельман також є автором ряду невеликих п'єс і перекладень для скрипки. До глибокої старості не покидав улюбленої справи. Багато грав, писав сценарії для виступів відомих артистів.